# الشحر
الشِحر هي مدينة تقع في ساحل محافظة حضرموت، بلغ تعداد سكانها 47060 نسمة حسب إحصاء عام 2004. تبعد عن المكلا عاصمة المحافظة حوالي 68 كم وتتبع إداريّا لمحافظة حضرموت.

## التسمية والتأسيس
كانت تسمية الشحر تطلق قديماً على المنطقة الساحلية الواقعة ما بين عُمان وساحل حضرموت جميعها. وفيها أقيمت بلدان كثيرة تمتد إلى أقصى الحدود الشرقية في الجوف. أما الشحر بمعنى المدينة المعروفة اليوم فلا يُعرف بالضبط تاريخ تأسيسها، ومبلغ العلم أن الملك الرسولي "المظفر يوسف بن عمر" قد جدد بناءها سنة 670 هـ، وكانت قبل ذلك "أخصاصاً" أي أكواهاً وبيوتاً حقيرة. وللشحر مجموعة من الأسماء الأخرى، وهي الأسعاء (الاسم الوارد في النقوش 𐩱𐩪𐩲𐩺𐩬) وسعاد وأم اليتامى والسوق وسمعون والكحيلة ومدينة آل عاد، والأشجار، والزبينة والأحقاف، إلا أنّ اسم الشحر قد طغى على بقية الأسماء.

## التجارة والاقتصاد
وكانت السلع التجارية الرائجة فيها: البز واللبان والـُمـر والصـبر والعنبر الدخني، إلاَّ أنها اشتهرت كثيراً باللبان الذي ينسب إليها (اللبان الشحري). وتعتبر الشحر اليوم من أهم مناطق الإنزال السمكي باليمن حيث يوجد بها ميناء سمكي يأوي قوارب الصيادين وكذلك يتبع لها ميناء الضبة النفطي الذي يعد المنفذ الأهم في تصدير النفط اليمني.
اقتصاديا كانت الشحر وميناؤها التجاري تعد من أكبر المراكز التجارية في السواحل الشرقية الحضرمية وقد أضفى ميناء الشحر على المدينة أهمية كبرى وجعلها تزدهر اقتصاديا حيث ربط سواحل حضرموت وداخلها بالعالم الخارجي فكانت السفن المحملة بالبضائع من شرق افريقيا ومصر والهند وغيرها ترسو في هذا الميناء وفي المقابل كانت المنتجات الحضرمية تجمع في ميناء الشحر التي كانت سوقا تتم عن طريقها عملية التبادل التجارية في البيع والشراء وبذلك أصبح الميناء مجال جذب للتجار كما أصبح مطمعاً لكثير من القوى السياسية الداخلية والخارجية خاصة البرتغالية مطلع القرن السادس عشر الميلادي نظراً لأهمية مردوده المالي الناتج من الرسوم والضرائب والمكوس المفروضة على تجارة الصادرات والواردات. ومما يدل على الأهمية الاقتصادية لمدينة الشحر ومينائها أنّه كان يطلق على من يحكم ميناءها لقب (قابض الحنجور) لأنه يستطيع بالسيطرة على الشحر أن يخنق التجارة أو أي نشاط خارجي وإن هذه الأهمية الاقتصادية لميناء الشحر لم تكن وليدة تلك العصور الحديثة بل كانت تعود بجذورها إلى فترات قديمة ففي العصر القديم، كان ميناء الشحر يعتبر أعظم ميناء وأكبر مركز تجاري في جنوب اليمن تأتيه السفن التجارية من مختلف المناطق وهي مشحونة بأصناف السلع وأنواع المتاجر .أما في العصر الاسلامي  فكانت القوافل تتجه إلى شمال الجزيرة العربية في رحلة الصيف وتأتي إلى جنوب الجزيرة العربية في رحلة الشتاء حيث تقف اضطرارياً في ميناء الشحر للحصول على منتجات الشرق الأقصى.
ومدينة الشحر تعتبر أحد المراكز الهامة للصناعات الحرفية مثل المعاوز، السباعيات والفضة.

## سلطنة آل إقبال
بدأت سلطنة آل إقبال من النصف الأول من القرن السادس الهجري وانتهت في سنة 611 هـ، عندما سيطر الأيوبيين على المدينة، وجعلوا ابن فارس عاملاً لهم عليها، ولكن حدثت ثوره من قبل عمر بن مهدي في سنة 615هـ، الذي حاول توحيد حضرموت تحت قيادته وطرد آل فارس من الشحر. وفي سنة621هـ استطاع سلاطين آل إقبال استعادة الشحر، عاصمة أجدادهم وآبائهم، بقيادة السلطان عبد الرحمن بن راشد إقبال، وفي سنة 670هـ استطاع الرسوليون أثناء حكم المظفر الرسولي أن يستولوا على الشحر، وظلت تحت سلطتهم حتى سنة 836 هجرية.

## معالم بارزة
من المعالم البارزة في مدينة الشحر: حصن بن عيّاش، سدّة العيدروس، وشارع الاصدقاء السبعه حصن دار ناصر، الجامع الكبير في الشحر، جبل ضبضب، الحمامات العلاجية، متحف المحضار.

### حصن بن عيّاش
هو أحد المعالم الأثرية الشهيرة في مدينة الشحر، حيث يتربع هذا الحصن في وسط المدينة على تل مرتفع، شيّد ليُحاكي البناء الهندسي الهندي التقليدي، ويرجع تاريخ بناءه الى 1868ه- 1888 الذي شيده عبد الله بن عمر القعيطي وتوفي قبل بناءه.
ويطلق عليه حصن بن عياش نسبةً الى أسرة ابن عياش التي كان يقع أحد بقايا قصورها في موضع الحصن وقد بُني هذا الحصن من الحجارة واستخدمت مادة النورة فيه لربطها ببعضها البعض، يذكر بعض من عاصروا البناء من الاهالي أنّ عجين النورة يتم مزجه بسكر أحمر مذاب في الماء حتى يعطي للنورة قوتها وصلابتها ولتنجح عملية المزج هذه أُقيمت ثلاثة عشر دائرة تعمل فيها الخيول والجمال لعجن النورة بسكرها المذاب في الماء ومازالت آثار تلك الدوائر واضحة المعالم في ساحة السوق اليوم أمام الحصن مائلة حتى اليوم.    
وقد اقيم الحصن على مطبة مرتفعة عن سطح ساحة السوق يصل ارتفاعها الى 50.3متر يتم الصعود اليه عبر طريق في الجهة الشمالية على هيئة درج وفي هذه الجهة يوجد المدخلين الرئيسين للحصن المكون من دورين فكان الدور الأول عبارة عن غرف صغيرة ودهاليز وأروقة كما توجد سراديب كبيرة تحت الحصن، كما خصصت لتخزين المؤن الغذائية والسلاح خصوصاً وقت الأزمات وإذا حوصر الحصن من قبل الاعداء. أما الدور الثاني لم يكتمل بناءه، حيث رفعت جدرانه إلى ارتفاع بلغ مترين في جهته الجنوبية والغربية أما الجهتين الشرقية والشمالية فقد بنيت فيها غرف حديثة واستخدمت كفصول دراسية، كما استغل هذا الحصن بعد استقلال الجنوب عام 1967م كمدرسة نظامية.

### سدة العيدروس
البوابة الشمالية (سدة العيدروس): وتمثل هذه البوابة أنموذجًا فريدًا لبوابات المدن اليمنية الإسلامية، وقد سميت سدة العيدروس نسبة إلى مسجد العيدروس القريب منها، يتكون مبنى هذه البوابة من ثلاث أدوار.
    الدور الأرضي: يشتمل على المدخل الذي يصل اتساعه إلى حوالي (2.50 متر) وارتفاعه (4.50 متر)، يغلق هذا المدخل باب خشبي سميك ذو مصراعين متساويين، أبعاد كل واحد منهما (1.5x 3 مترات) غطيت واجهتيها بصفائح حديدية مثبتة بمسامير ضخمة، وفي أحد المصراعين مدخل صغير يغلق عليه باب كان مخصصًا للمشاة ويوجد جناحان مبنيان إلى يمين ويسار المدخل، يتكون كل واحد منهما من غرف وأروقة إضافة إلى السلالم التي تصعد إلى الدور الثاني والثالث.
   الدور الثاني: يحتوي على غرفة واسعة تقع على سقف البوابة في وسط المبنى، وفي الجناحين المحيطين بها أربع غرف وحمامان، في كل جناح غرفتين وحمام، وكان جناحا هذا الدور مرتبطين بمدخل يصل إلى سطح السور الذي انفصل فيما بعد عن البوابة بسبب اندثاره.
    الدور الثالث: أقيمت فيه غرفتان للمراقبة في زاويتيه الغربية والشرقية إضافة إلى جدار يدور حول سقف المبنى بارتفاع (1,50 متر)، ومبنى البوابة عمومًا قوامه اللبن والحجارة والنورة الجص، ولازال حتى اليوم مجصصًا بالنورة، ويبدو بذلك تحفة معمارية رائعة، ويستغل مبنى البوابة اليوم كإدارة للإعلام، ومكتب لهيئة الآثار والمتاحف والمخطوطات.

### حصن دار ناصر
تعتبر دار ناصر إحدى أهم المعالم الأثرية بمدينة الشحر، حيث تقع في وسط المدينة مطلة على الساحة العامة للاحتفالات، ويعود تسمية هذا القصر بدار ناصر نسبة الى مؤسسه السلطان ناصر بن ناجي بن بريك الذي أمر ببنائه في القرن الثامن عشر الميلادي وبالتحديد في عام (1768م) بعد ما سيطر أمراء آل بن بريك على مدينة الشحر، وكونوا بها دويلة مستقلة لأهميتها في المنطقة آنذاك الواقعة على خطوط القوافل. جعلت لها مكانة اقتصادية لموقع مينائها الشهير وحركتها الملاحية والتجارية من الشحر وإلى مناطق الهند وشرق آسيا، وإلى الساحل الشرقي لدول إفريقيا، وإلى دول حوض الخليج العربي، كما ذكره بعض المؤرخين. فكان هذا القصر (دار ناصر) مقراً لحاكم السلطنة ومنها تدار مؤسسات الدولة. وبعد ذلك تعاقبت السلطنات على الشحر إلى أن جاءت السلطنة القعيطية الذين أضافوا للقصر دورين آخرين على واجهتيه الشمالية والشرقية، وفي العشرينيات من القرن الماضي أضافوا عدة غرف في الطابق الثالث منها غرفتان هامتان واحدة منها استخدمت كغرفة نوم للسلطان والأخرى خاصة بالمستشار البريطاني (إبان الاحتلال البريطاني).
وقد استغلت الأجزاء الأخرى من القصر في عهد السلطنة القعيطية كمقرات لإدارة حاكم الشحر، منها المحكمة الشرعية والمالية والأمن وغيرها.

### الجامع الكبير في الشحر
يعد جامع مدينة الشحر أو ما يُعرف بـ(الجامع الكبير) في شرقي المحافظة، اسما لأول جامع بحضرموت تم تشييده في السنة 10هجرية.
ويؤكد المؤرخ (عبدالله حداد) أنّه بعد عودة أهالي الشحر إلى مسقط رأسهم بعد أن أسلموا ضمن من أسلم من أهل اليمن (أي الجمهورة العربية اليمنية) في عام الوفود ، و كانوا قوماً من كندة الذين أنشأوا مدينتهم في هذ البقعة التي عُرفت فيما بعد بالقرية التي تُعرف بهذه التسمية إلى يومنا هذا كأحد أحياء مدينة الشحر.
ويُعتقد أن جامع الشحر كانت أعمدته من جذوع النخيل وسقفه من سعفها، إلى أن قام الشيخ محمد عبدالعليم باصديق بتجديد عمارته ، وهو أحد تجار الشحر الذي حفر البئر الشهيرة بوادي سمعون باسم “بئر صديق” وهي المدينة القديمة التي كانت أهم مصادر مياه الشرب بالمدينة في ذلك الحين.
ويشمل الجامع 140 أسطوانة وبين كل أسطوانة والأخرى نحو 5 أذرع (وهو بكامل العمارة وغاية الإحكام، ومنه إلى الجانب الشرقي مسجد، وقد اندرس، ومسجد آخر بناحية الجامع قريباً من البحر وقد اندرس، ومن الجامع أيضاً إلى الجانب النجدي بيت الوقف للفقراء والمساكين والمنقطعين وقد انهدم.
ومن خلال كتب التاريخ المحلي نستطيع أن نعد تسعة وتحديداً لعمارة المسجد كان آخرها عام 1385هـ الموافق1965م حيث أعيد بناء الجامع من جديد بناءً حديثاً وقوياً، وزُوِدَ بالماء العذب والنور الكهربائي بإشراف حاكم الشحر آنذاك الشيخ علي محفوظ بن بريك المتوفى بجدة 1981م و قاضيها الشيخ عبدالقادر محمد عمر العماري أطال الله عمره.
وفي العقد الأخير من القرن 20 ساءت حالة جدران المسجد وأرضيته بفعل الرطوبة حيث يقع المسجد بالقرب من شاطئ البحر والتي أثرت عليه وعلى فرشه وأدوات إنارته وتهويته ، وقد قامت رئاسة الجمهورية في عام 1996م بإعطاء لجنة المسجد 6 ملايين ريال يمني والتي كان لها الأثر بترميم الجامع.
وقد أوفد رسول الله صلى عليه وآله وسلم معاذ بن جبل إلى حضرموت وقد زوده بنصائح علمية وخُلقية، فزكت بها نفسه ونمت وأتت أكلها الشهي حسب عبارة محمد رجب بيومي في كتابه، كان ذلك في شهر ربيع الآخر سنة التاسعة للهجرة.
لهذا نستطيع القول إن معاذ بن جبل الصحابي كان أول معلم للإسلام في حضرموت ، ولابد أن يكون له تلاميذ هنا في حضرموت تابعوا مهمته التي من أجلها أرسله الرسول صلى الله عليه وآله وسلم إلى هذه البقعة ولابد أن يكون خيراً وبركة فقد ذكر أن أصحاب (معاذ) الذين تعلموا منه في اليمن قبل تحويلهم منها إلى الكوفة كانوا المقدمين في الفقه والعلم و الحلال والحرام.
لقد كان زياد بن لبيد عاملاً على حضرموت من قبل النبي صلى الله عليه وآله وسلم يقيم تارة في تريم وأخرى في شبام و كان وائل بن حجر وهو عرف بأمير الشاطئ الصحابي الجليل الذي عُدَّ من رواة الحديث التقاة قد أقره الرسول على إمارته بعد إسلامه في كل من تريم وشبام والشحر.
إن ما يذكره أحد تلامذة معاذ بن جبل يؤكد ذلك فقد قال عبدالرحمن بن سابط بن عمرو بن ميمون الأودي: "قدم علينا معاذ بن جبل من الشحر، رافعا صوته بالتكبير، رجل حسن الصوت، فارقته حتى حثوت عليه التراب ميتاً) حيث مات معاذ في طماعون عمواس بناحية الأردن سنة 18هـ.
وإذا كنا لا ندري ماهي الشحر التي قدم منها (معاذ) فإننا نعتقد أنه تنقل في أكثر من مكان في الساحل المعروف بالشحر، والتي أقيم فيها أول مسجد بحضرموت وهو جامع الشحر الحالي.
جامع الشحر ظل له دوراً كبيراً جداً في الناحية الدينية فقد أقيمت به الأربطة وحلقات العلم لتعليم المسلمين أمور دينهم وتفقيههم، وكان الدور الأكبر للجامع في خطب الجمعة.
الجامع كان له دوراً كبيراً أثناء الغزو البرتغالي حيث ذكر المؤرخ عبدالله حداد، في أحد كتاباته (أي سنة 927هـ -1520م) كتب السلطان محمد بن عبدالله الكثيري رسالة إلى خطيب الجامع الشيخ أحمد السبتي أن يسقط اسمه من خطبة الجمعة وأن يخب لأخيه بدر بن عبدالله الكثيري المشهور بأبي طويرق.

### جبل ضبضب
يقع جبل ضبضب إلى الشمال الشرقي من الشحر على بعد نحو4 كم، وعلى قمة هذا الجبل توجد آثار لبقايا مباني الحصن، يعود تاريخها إلى الفترة الإسلامية ولم يتبق من هذا الحصن سوى بعض الأساسات لمبانيه وصهريج كبير كان يحتفظ بمياه الأمطار، وفي أسفل الجبل توجد مغارة وقبر إسلامي.

### الحمامات العلاجية
يوجد في مديرية الشحر مواقع للمياه العلاجية الحارة طبيعياً في مراكز الديس والحامي وقصيعر، مثل: صويبر التي تبعد حوالي 47 كم عن مدينة الشحر ومعيان باحميد وعين محدث والصيق وثوبان ومعيان الروضة، وجميع هذه المواقع العلاجية الطبيعة يؤمها الناس يومياً على مدار العام للاستشفاء.
متحف المحضار
يحتوي المتحف على مقتنيات الشاعر اليمني المعروف حسين المحضار.

## أعلام مدينة الشحر
من أبرز أعلام وفناني وأدباء مدينة الشحر: الشاعر حسين المحضار، عبدالله صالح الحداد، علي عوض مقرم، المؤرخ عبدالرحمن الملاحي، أحمد سالم عبيد براهم (بلكورة)، محمد عبدالقادر بامطرف، الفنان سعيد عبد النعيم، عمر خريص.